# AIK Fotbolls säsong 1898
AIK Fotbolls säsong 1898 skulle AIK spela i sin första SM-final, dock utan att spela särskilt många matcher. Turneringen bestod endast av en final, där AIK ställdes mot Örgryte IS, som hade vunnit SM-guld både 1896 och 1897. Inför matchen hade det bestämts att det bästa laget från Stockholm skulle möta det bästa laget från Göteborg. Örgryte vann med 3-0 inför ungefär 200 personer på Gärdet i Stockholm.
Under säsongen spelade AIK även mot Gefle IF och förlorade med 12-0.